# Miriam Blasco Soto
Pour les articles homonymes, voir Blasco.
Miriam Blasco est une judokate espagnole née le 12 décembre 1963 à Valladolid.

## Biographie
Miriam Blasco a notamment été sacrée championne d'Europe et du monde en 1991, puis championne olympique en 1992 à Barcelone.
Après sa carrière sportive, elle commente les Jeux de Sydney à la Radio Televisión Española. Elle s'engage ensuite en politique au sein du Parti populaire. Elle est élue sénatrice d'Alicante en 2004 et 2008.

### Vie privée
En 2016, elle s'est mariée avec la judokate anglaise Nicola Fairbrother qui était sa rivale lors de la finale des Jeux olympiques d'été de 1992.

## Palmarès

### Jeux olympiques
- Jeux olympiques 1992 à Barcelone :
  -  Médaille d'or dans la catégorie Poids léger (- 56 kg).

### Championnats du monde
- 1989
  -  Médaille de bronze dans la catégorie Poids léger (- 56 kg).
- 1991
  -  Médaille d'or dans la catégorie Poids léger (- 56 kg).

### Championnats d'Europe
- 1988
  -  Médaille d'argent dans la catégorie Poids léger (- 56 kg).
- 1989
  -  Médaille de bronze dans la catégorie Poids léger (- 56 kg).
- 1991
  -  Médaille d'or dans la catégorie Poids léger (- 56 kg).
- 1992
  -  Médaille de bronze dans la catégorie Poids léger (- 56 kg).
- 1994
  -  Médaille de bronze dans la catégorie Mi-Moyen (- 61 kg).